# Das Zeichen der Vier

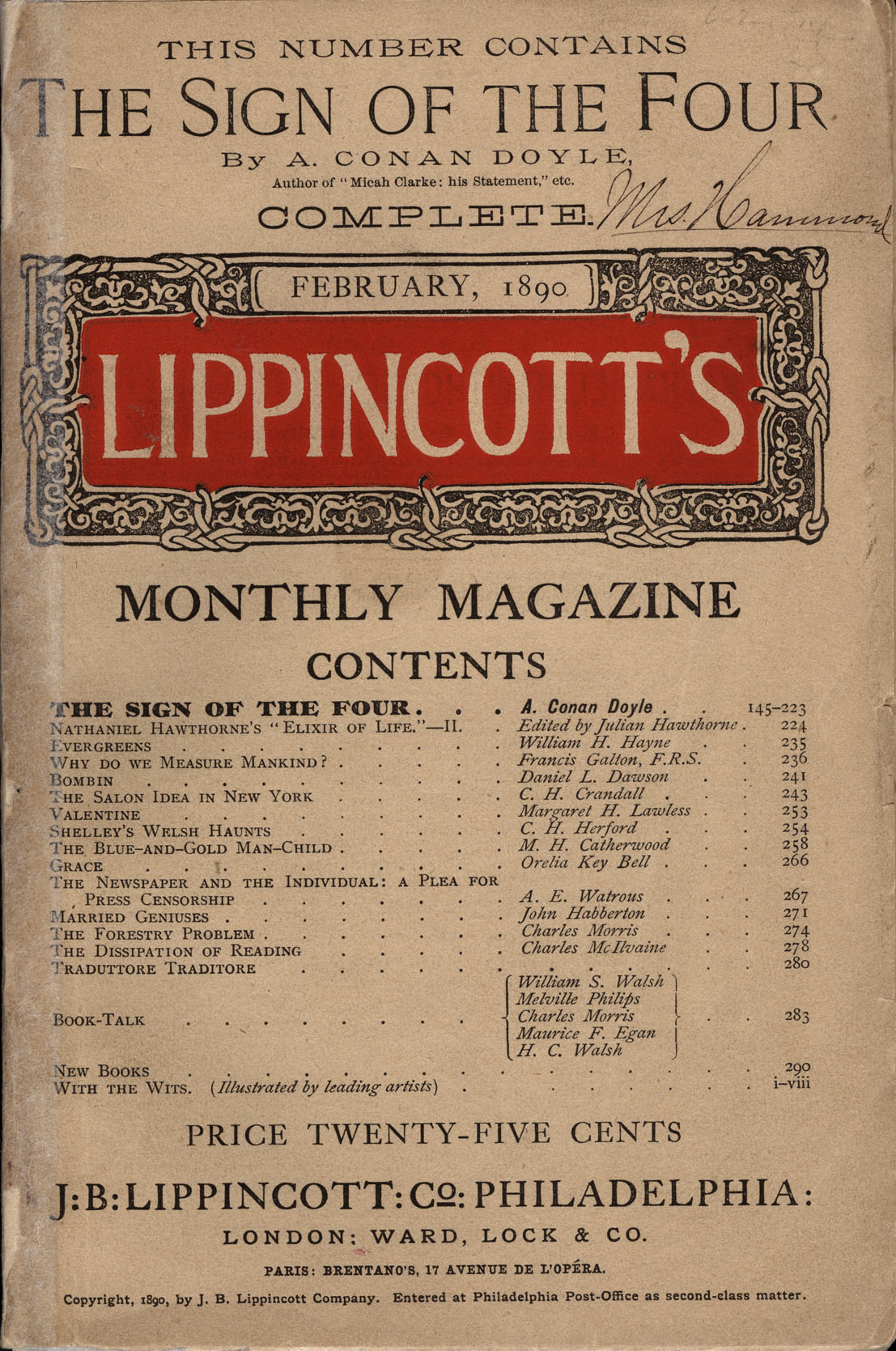
Cover der Magazin-Erstausgabe (1890)

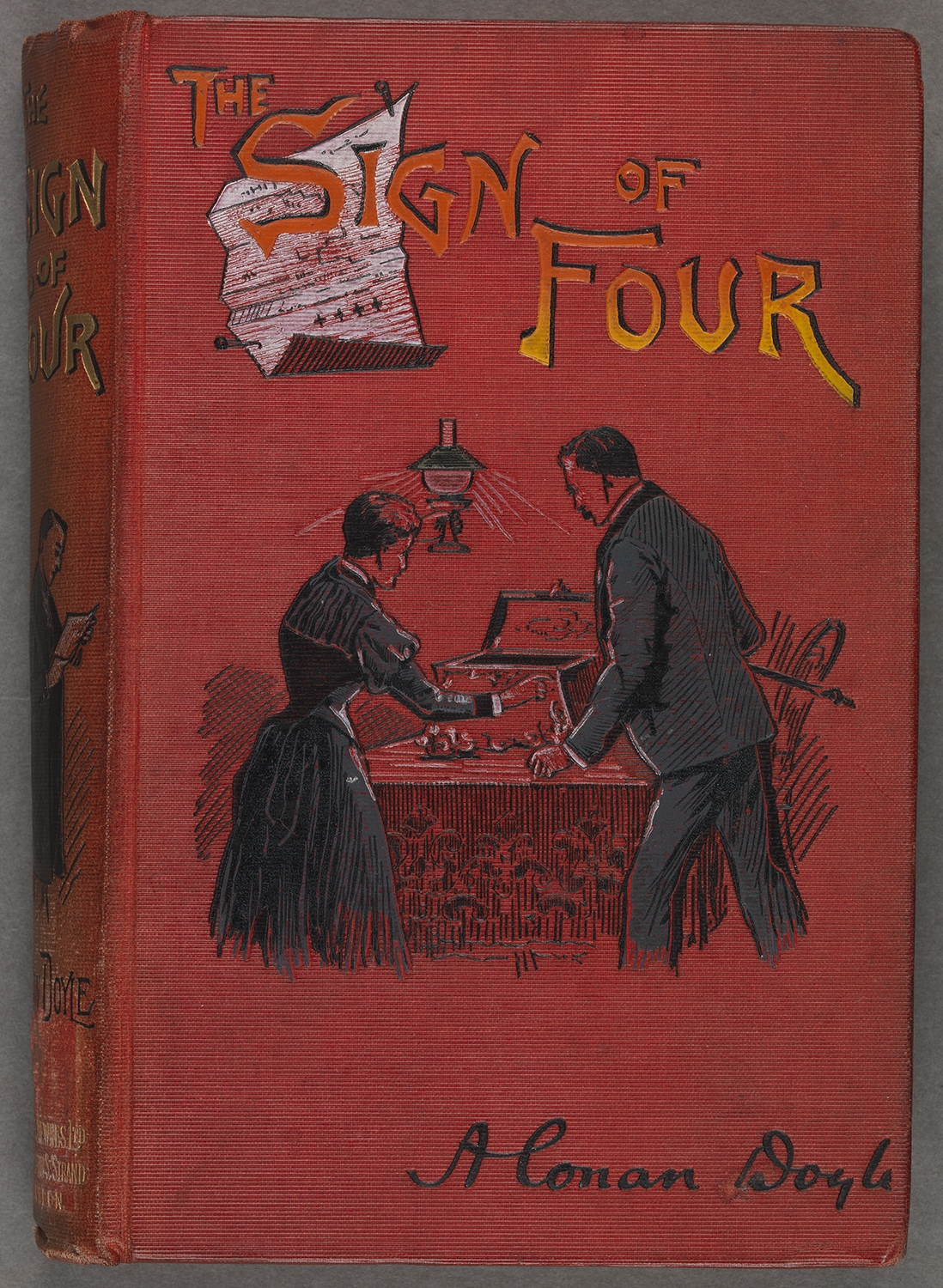
Cover der englischen Bucherstausgabe

Das Zeichen der Vier ist der zweite Sherlock-Holmes-Roman von Arthur Conan Doyle. Er erschien zuerst 1890 in der Februar-Ausgabe von Lippincott’s Monthly Magazine unter dem Titel The Sign of the Four und wurde noch im selben Jahr von Spencer Blackett unter dem Titel The Sign of Four als Buch veröffentlicht.
Die erste deutschsprachige Ausgabe brachte der Verlag Robert Lutz aus Stuttgart 1894 unter dem Titel Das Zeichen der Vier in einer Übersetzung von Margarethe Jacobi heraus.

## Inhalt
Sherlock Holmes und Dr. Watson werden von Miss Mary Morstan beauftragt, bei der Suche nach ihrem verschollenen Vater zu helfen. Dieser war Offizier in Indien und verschwand vor zehn Jahren bei seiner Rückkehr nach England.
Ein anonymer Brief bringt die drei auf die Spur von Thaddeus Sholto. Von ihm erfahren sie, dass dessen Vater mit dem Gesuchten befreundet war und zusammen mit ihm in Indien in derselben Kompanie gedient hat. Außerdem berichtet er vom Tod der beiden Männer, von einem Schatz, den diese mit aus Indien brachten und wie er und sein Bruder den Schatz entdeckten.
Kurz darauf wird der Bruder unter mysteriösen Umständen ermordet und der Schatz gestohlen. Thaddeus Sholto wird der Tat verdächtigt und festgenommen. Da Sherlock Holmes an dessen Unschuld glaubt, nimmt er sich des Falles an.
Nach mehreren Rückschlägen kommt Holmes aufgrund seines hervorragenden Beobachtungs- und Kombinationstalentes auf die Spur des wahren Täters. Nach einer aufregenden Verfolgungsjagd auf der Themse können sie ihn stellen. Bei der Vernehmung des Täters gesteht dieser seine Taten und erzählt die Hintergrundgeschichte um die Morde und den Schatz. Diesen hat er jedoch bei der Flucht unwiederbringlich in der Themse versenkt. 
Neben der Kriminalgeschichte berichtet der Holmes-Assistent und Erzähler des Romans, Dr. Watson, von seiner Romanze mit der Klientin Miss Mary Morstan, die er nach Beendigung des Falles heiratet.

## Ausgaben (Auswahl)
Außer in den Gesamtausgaben der Sherlock-Holmes-Geschichten ist der Roman auch als Einzeltitel erschienen.
- Das Zeichen der Vier  (Übersetzung: Leslie Giger), Haffmans Zürich 1988, ISBN 3-251-20101-8.
  - Neuausgabe: Kein & Aber, 2005, ISBN 3-0369-5144-X.
  - Taschenbuchausgabe, Insel-TB 2007, ISBN 978-3-458-35014-9.
- Sherlock Holmes – Die Romane – Eine Studie in Scharlachrot – Das Zeichen der Vier – Der Hund der Baskervilles – Das Tal des Grauens (Übersetzung  Margarethe Jacobi, H. O. Herzog), Anaconda-Verlag 2013, ISBN 978-3-7306-0030-6.
- Das Zeichen der Vier: Illustrierte Ausgabe (Übersetzung: Hannelore Eisenhofer), 2014, ISBN 978-3-86820-198-7.
- Das Zeichen der Vier (Übersetzung: Henning Ahrens), Fischer Taschenbuch, Frankfurt am Main 2016, ISBN 978-3-596-03566-3.
- Das Zeichen der Vier (Übersetzung: Susanne Luber), in: Sherlock Holmes - Die Romane. Leipziger Ausgabe in fünf Bänden. Band 2, Haffmans Verlag bei Zweitausendeins, Leipzig 2021, ISBN 978-3-96022-017-6
- Eine Studie in Scharlachrot/Das Zeichen der Vier. Coppenrath, Münster 2021, ISBN 978-3-649-63900-8

## Medien

### Verfilmungen
Der Roman wurde mehrfach als Kino- und Fernsehfilm umgesetzt.
| Jahr | Titel                                                     | Land  | Regie                        | Holmes                 | Watson           |
| ---- | --------------------------------------------------------- | ----- | ---------------------------- | ---------------------- | ---------------- |
| 1913 | Sherlock Holmes Solves the Sign of the Four               | USA   | Lloyd Lonergan               | Harry Benham           | Charles Gunn     |
| 1923 | The Sign of Four                                          | UK    | Maurice Elvey                | Eille Norwood          | Hubert Willis    |
| 1932 | Das Zeichen der 4                                         | UK    | Graham Cutts                 | Arthur Wontner         | Ian Hunter       |
| 1968 | The Sign of the Four                                      | UK    | William Sterling/BBC         | Peter Cushing          | Nigel Stock      |
| 1974 | Das Zeichen der Vier (In der Reihe: Die großen Detektive) | F/BRD | Jean-Pierre Decourt          | Rolf Becker            | Roger Lumont     |
| 1983 | Im Zeichen der Vier                                       | UK    | Desmond Davis                | Ian Richardson         | David Healy      |
| 1983 | Im Zeichen der Vier (animiert)                            | AUS   | Ian Mackenzie, Alex Nicholas | Peter O’Toole (Stimme) | Earle Cross      |
| 1983 | Der Schatz der Agra (Sokrowischtscha Agry)                | SU    | Igor Maslennikov             | Wassili Liwanow        | Witali Solomin   |
| 1987 | Das Zeichen 4                                             | UK    | Peter Hammond                | Jeremy Brett           | Edward Hardwicke |
| 2001 | The Sign of Four                                          | CDN   | Rodney Gibbons               | Matt Frewer            | Kenneth Welsh    |
| 2014 | Im Zeichen der Drei                                       | UK    | Colm McCarthy                | Benedict Cumberbatch   | Martin Freeman   |

### Hörspiele
- 1989: Das Zeichen der Vier. Schallplattenfassung und Regie: Andreas Scheinert. Dr. Watson: Günter Junghans. Sherlock-Holmes: Michael Gwisdek
- 1991: Das Zeichen der Vier. Produktion: SWF; Bearbeitung und Regie: Hans Gerd Krogmann; mit Walter Renneisen (Sherlock Holmes), Peter Fitz (Dr. Watson) u. a.
  - 1. Teil: Die Tragödie von Pondicherry Lodge (59:40 Minuten)
  - 2. Teil: Die seltsame Geschichte des Jonathan Small (59:35 Minuten)

Veröffentlicht als CD-Edition: Der Audio Verlag: September 2017 (in der Sammlung Sherlock Holmes: Die Monographien)
- 2004: Das Zeichen der Vier. Produktion: Titania Medien; Bearbeitung und Regie: Marc Gruppe; mit Joachim Tennstedt  (Sherlock Holmes), Detlef Bierstedt (Dr. Watson) u. a.
Ursprünglich in der Reihe Krimi-Klassiker enthalten; 2014 in der Reihe Sherlock Holmes – Die geheimen Fälle des Meisterdetektivs wiederveröffentlicht.
- 2008: Im Zeichen der Vier. 2 CDs. Maritim, 2008, ISBN 978-3-86714-087-4.

### Hörbuch
- Sherlock Holmes. Im Zeichen der Vier. 4 CDs. Delta Music, ISBN 3-86538-115-4.
- Sherlock Holmes: Das Zeichen der Vier. 2 CDs. Audio Pool, ISBN 3-937273-01-8.